# 奇想之國
《奇想之國》（日語：另譯《動物之國》）是日本漫畫家雷句誠的少年漫畫作品，自2009年10號起至2013年12號止連載於《别册少年Magazine》，全53話，單行本全14冊，另於週刊少年Magazine刊載的故事序章。2013年、講談社漫画賞児童部門受賞。
單行本第6冊收錄作者前作《魔法少年賈修》的番外篇《友》。

## 故事簡介
奇想之國，在這個幾萬幾億種動物所生存的美麗星球裡，流水所帶來的是，這星球上不存在的物種「人類」的小嬰兒，失去家人的貍貓藻子決定擔負起照顧這個人類嬰兒的責任，他們將在這弱肉強食的世界裡，為生存而戰。

## 登場人物

### 人類
比其他動物更聰明、擁有可以和不同動物交談的力量、這份力量也可影響動物們而改變「奇想之國」。然後這個國家起碼還有5個人類存在（依據鯨魚艾克托所說「還有五名人類存在」、並且還發現人類過去建立以及居住過的設施、而有著人類從以前就存在的描寫）。
太郎宇座
出現在奇想之國、人類嬰兒的男孩子，善良而且富有同情心。是五名人類中，唯一的奇蹟之子。
小時候被母親拋棄、因此流放到奇想之國並且被藻子所扶養。
由於能夠與全部動物對話、所以能聽到被肉食動物吃掉的草食動物的悲鳴、於是白天和黑仔等人出去搭救、晚上為了避免危險而無法前往界線外的地區而只能因此聽著悲鳴而渡過不成眠的夜晚。另外在他極度憤怒時，也覺醒出能夠操控動物的能力，而可以透過全部動物的眼睛掌握一切情報，但缺點是會受到全部動物所受的痛楚而且對於腦袋也有巨大的負擔。
戴著星型的笛子、可以對草食動物發出指令、也可以發出討厭的聲音來阻止貓科動物的行動。
身體能力微弱而無法靠自己的力量來捕食。所以想出將落下的果實種在「農田」來採食。之後發明「起司」「酒」「橋」「祭典」等新事物。
根據九王的筆記，本名是「桃乃家太郎宇座」。
卡普莉‧露澈
被獅子養育的，第2個人類（雌性），任性但有強烈的責任感。和太郎宇座擁有相同能力。在遭到流浪獅襲擊時，被太郎宇座所救（正確來說應該是因為吃到起司而被感動到）以後、就常常來到他住的村子。
青年期的卡普莉成為了獅子的首領，為保護獅子而投入吉拉的陣營，與太郎宇座為敵。
鳩‧浮利
第3個登場的人類，具有殘忍而且敢作敢為的個性，五個人類中單體戰鬥力最強。與奧莉薇亞一起環遊世界。接受奇想之國弱肉強食的規則、而盡情享受吃與被吃的樂趣。然後還認為這樣的事情才是美麗、所以認為與草食動物和平共處的太郎宇座以及創作出這個星球不存在的合成獸的基拉是醜陋的（認為他們把謊言帶入這個世上）而相當討厭他們。
第一個能有效運用火燄的人類，還因此燒掉太郎宇座的村子。而且還吸引一群欣賞他不怕死的模樣的動物們、以「想要變成像你一樣」而加入他。不過在與基拉的合成獸戰鬥的過程中全數戰死（只剩下鳩與奧莉薇亞）。
極度討厭吉拉，在故事最後和太郎宇座合力打敗吉拉。
吉拉
第4個人類。能將語言的能力發揮到極限並且製造出許多無意義的鬥爭。似乎知道這個星球的各種事情、也知道巴別塔的事情。就算是突然受傷也不會恐慌，與其說是冷靜，不如說是已經失去感情，但也沒有缺少那異常冷靜的判斷能力。
操控大匹奇美拉(合成獸)而將成年大猩猩全數消滅。
根據九王的筆記，本名是「吉拉・吉拉・吉拉」，是五名人類孩子中，誕生年份最晚的，卻是年齡最大的。
莉耶姆‧維瓦爾
第5個人類。過去與大猩猩們住在一起，並且因為時常聽到草食動物被吃的悲鳴而受到很大的創傷，讓她因此讀遍九王過去留下的所有書籍和筆記，並且在放下各種事物後而開始努力求生。但在吉拉殺害全部的成年大猩猩後而改住到太郎宇座的村子。
之後向太郎宇座及卡普莉說出九王留下的筆記內容，而發現他的記載可能與這座星球有巨大的關係。
九王
科學家，過去與鯨魚艾克托是好友並且向他傳達只剩下五名人類存活的事實。曾為了讓肉食動物與草食動物，而以基因工程的方式改造農作物並且創造出能夠同時滿足兩種動物的果實，而稱為「永恆的果實」，但因為事後仍無法改變弱肉強食的情形，而在失望下帶著自己的技術躲到高山中。另外從他的筆記中，也能得知他在巴別塔內設置某個裝置。
與存活的五名人類不同的是，無法聽懂動物的語言而必須藉助機器才能對談。

### 太郎宇座等人住的村子
有各種草食動物住在一起。最初是貍貓的村子、不過透過太郎宇座種植「農田」讓許多「想要增加食物」的草食動物們住到這裡。大家都很信任太郎宇座，不過因為鳩縱火的關係讓村子被燒毀。

#### 貍貓
藻子
檢到太郎宇座的母貍貓，愛慕著皮曼。由於在河邊撿到太郎宇座而對他產生母愛、於是決定扶養他。雖然本身的力量薄弱、但只要是為了守護太郎宇座就可以發揮驚人的速度和力量。由於自己的雙親被山貓吃掉、所以在太郎宇座出現前都相當寂寞。
電五
雄貍貓，薻子的朋友。
皮曼
雄貍貓，藻子的朋友（老公？）、莫可的父親。雖然是個喜歡輕舉妄動的貍貓，但薻子卻認為他的表現相當帥氣
莫可
藻子所生的孩子。雌性。
因為比太郎宇座晚生，所以是太郎宇座的妹妹。
在少年篇和青年篇之間，也和太郎宇座一起離開村子。

#### 山貓
黑仔
全身傷痕的、雄性黑山貓。
本來是個會攻擊動物並且吃掉他們而生存的山貓、但因為對於這個弱肉強食的世界感到疑惑、轉而開始守護貍貓們。與其他山貓的戰鬥中差點送命、但最終被太郎宇座所救。所以也在此時開始守護沒有尖牙利爪的太郎宇座。由於不再吃動物，所以轉而和貍貓一起吃捕到的魚。
「黑仔」是貍貓們幫牠命名的、他自己在各地則是有不同名稱。
阿斑
大山貓群的老大，不喜歡黑仔而派自己的手下去攻擊牠。
省吾
大山貓，但卻討厭吃肉，能將動物的叫聲編成旋律並且穿著像是人類的衣服。後來為了保護黑仔被山貓群攻擊而死，成為令黑仔改變的契機。

#### 野狼
- 吉克

雙親被熊攻擊而死亡的小野狼。
有著強烈的自尊心。
在少年篇時，臉和身體比例超怪。但成長後耳朵變成三角型、長相也變得相當兇惡。不過個性卻是面惡心善。平常也擔任太郎宇座的座騎。
自從父親死後一直陪伴著太郎宇座，視太郎宇座為兄弟。
與黑仔一樣靠吃貍貓捕到的魚來生活。
- 阿充

#### 牛
桃太郎
村子裡的牛領袖。

#### 鹿
鹿歐拉
村子裡的鹿領袖。

#### 山豬
歐洛隆
村子裡的山豬領袖。。

#### 馬
坎雷得
村子裡的馬領袖。
小馬怪
由於想看到海而自願與太郎宇座一起旅行，牠也出現在前作「魔法少年賈修」中。

小馬怪的母親。

#### 猴子
波普
村子裡的猴子領袖。
欽帕
小猴子。在遭獅子攻擊時，被太郎宇座所救。
臉長得像前作《魔法少年賈修》中的凱喬美。
梅約西
在肉食動物侵入時負責吹笛子警告大家。在鳩要縱火時，因為將牠的笛子藏起來而讓牠無法迅速告訴大家。

#### 兔子
兔武
村子裡的兔子領袖。

#### 倉鼠
座長
村子裡的倉鼠領袖。

#### 駱馬
歐伊斯
村子裡的駱馬領袖。以搞笑藝人生氣長介為原型。在太郎宇座的教導下學會數數。
駱馬秋子
以歌手和田秋子為原型的駱馬。力量很強，只會發出「哈」的聲音。

### 莉耶姆與猩猩族群
居住在高峰基因‧聖杯的動物
- 格利安（暫譯）

猩猩群的首領。
同時也是太郎宇座第一次施展自己特殊能力時的操縱對象。
- 阿魯穀（暫譯）
- 巴拉拉（暫譯）
- 賽斯拉（暫譯）

基因‧聖杯地區中的鳥群首領。
在與吉拉之間的爭鬥中，和同族一同負責偵查的部分。

### 其他部落的動物
- 布拉布拉（暫譯）

太郎宇座在嬰兒時期遇到的大象。曾說過「太郎宇座是不該被生下來的孩子」。
奧利薇亞
與鳩一起旅行世界各地的大型犬。什麼都能吃，偶爾也會想將鳩吃下去。
艾克托
住在海裡的鯨魚、也是九王過去的好友。透過他的描述、而能夠感覺到「５名人類」的存在。在聽到太郎宇座的話後，認定他是繼承九王意志的人而告訴他「永恆的果實」的所在地。

#### 鬣狗
江納
鬣狗群的首領，雌性。
和其他鬣狗一樣，只吃自己尊敬的動物。看著她吃東西時，太郎宇座第一次不感到恐懼或噁心等負面情緒。
過去也曾厭惡食肉。但在長輩的教導下學會「法則」，讓自己就算吃肉也有一定的規矩。
在和馬群的衝突中，學會了和太郎宇座等人類一樣「能和所有動物溝通的鳴叫聲」。

#### 馬
- 居住於江納部落附近。因為吉拉的關係導致他們殘殺鬣狗群。
- 伊安

馬與鬣狗衝突的導火線。小馬。
因為被沾上毒液的鬣狗牙骨咬到而死。
- 琪琪

雌性小馬。
被吉拉煽動而變得有攻擊性。
帶著帶角頭盔讓自己有攻擊力。
因為江納的話語而恢復理智。

### 巴別塔上的動物

#### 奇美拉（キメラ）
位於巴別塔附近的動物。
由九王所製造出來的一種動物。因為優越的幹細胞，擁有很強的修復與再生能力。可以藉由吞食其他動物來獲得該動物的特性。例如，吃了猩猩的肉塊後，會獲得猩猩的強壯……等。
在少年篇時，因為部分原因，不能離開「巴別塔」超過100公里；在青年篇時，因為吉拉的努力，雖然仍有時間限制，但是能前往離「巴別塔」超長段距離的地區。
本身沒有智力，但是能讓其他生物做為自己的「腦」來獲得智力。這時，作為「腦」的生物亦擁有自己的意識。奇美拉本身又分許多種類。
- 巴盧薩目（暫譯）

複合型奇美拉種。由至少兩種奇美拉合成
- 佛死羅（暫譯）
- 蛇骨碼（暫譯）

外型類似蜘蛛的一種奇美拉，長著一顆大眼睛和多個小眼。
大眼負責觀察；小眼中，其中一個為心臟。
可發出聲音讓其他動物無法藉由聲音判斷心臟位置，但無法隱藏溫度。
- 澤庇魯斯（暫譯）

外型類似翼手龍的奇美拉。被吉拉當作交通工具來使用。
路克
人形奇美拉。剛離開培養液時的體型巨大，可是登場後卻類似人類小孩。
吉拉創造出來的奇美拉。
只能和人類和奇美拉對話。
擁有自我，但對自身存在感到迷惘。剛出生時經常有暴走，但漸漸變得成熟，吉拉的衣服能夠發出特殊的光來讓其強制停止活動。
最後成為了奇美拉的王，解救了知更鳥，與太郎宇座合力對抗吉拉。
沙拉烏冬（暫譯）
善良的爬蟲類型奇美拉。
雙手能自由伸長。
和路克一樣都擁有自我，並鼓勵路克去追求自我。

##### 知更鳥
為守護巴別塔裡最強三隻奇美拉，有著其他奇美拉無法擬比的性能。雖然沒有自我，但卻會拒絕不認同的命令。
三葉草
以昆蟲的性能為基礎的蟲型奇美拉。
貝爾赫爾姆
有兩個大腦（一個天真幼稚、一個兇暴危險）的大型奇美拉。
羅賓
戰士型奇美拉，雙手握者奇怪形狀的劍拐。
富有騎士道精神，並擁有自我。

#### 其他動物
- 恩賽（暫譯）

穿著白袍、拿著一把扇子、留著兩撇小鬍子的猩猩。
於青年篇中登場，協助吉拉進行研究，無法確定是奇美拉或是動物。
可可諾（暫譯）
移植了九王的複製腦的水母。外型為褐膚少年。
從九王那學到很多知識，因此尊敬九王。
原本因為外表像九王故友－－亞姆（暫譯）而一直被九王用這名子稱呼。討厭這樣，於是借用九王的乳名給自己取名為
- 迷之鹿

突然在巴別塔出現的鹿，自稱活了200歲。

## 出版書籍
| 冊數 | 講談社        | 講談社                 | 東立出版社     | 東立出版社             |
| 冊數 | 發售日期      | ISBN                   | 發售日期       | ISBN                   |
| ---- | ------------- | ---------------------- | -------------- | ---------------------- |
| 1    | 2010年3月17日 | ISBN 978-4-06-384274-6 | 2010年7月31日  | ISBN 978-986-10-6060-6 |
| 2    | 2010年4月16日 | ISBN 978-4-06-384286-9 | 2010年9月20日  | ISBN 978-986-10-6061-3 |
| 3    | 2010年8月17日 | ISBN 978-4-06-384351-4 | 2010年11月26日 | ISBN 978-986-10-6194-8 |
| 4    | 2010年12月9日 | ISBN 978-4-06-384407-8 | 2011年3月4日   | ISBN 978-986-10-7003-2 |
| 5    | 2011年3月9日  | ISBN 978-4-06-384468-9 | 2011年8月4日   | ISBN 978-986-10-7425-2 |
| 6    | 2011年6月9日  | ISBN 978-4-06-384497-9 | 2011年9月15日  | ISBN 978-986-10-7041-3 |
| 7    | 2011年10月7日 | ISBN 978-4-06-384559-4 | 2012年1月18日  | ISBN 978-986-10-8892-1 |
| 8    | 2012年2月9日  | ISBN 978-4-06-384622-5 | 2012年5月24日  | ISBN 978-986-10-9596-7 |
| 9    | 2012年7月9日  | ISBN 978-4-06-384699-7 | 2012年10月23日 | ISBN 978-986-317-491-2 |
| 10   | 2012年12月7日 | ISBN 978-4-06-384775-8 | 2013年2月25日  | ISBN 978-986-324-551-3 |
| 11   | 2013年3月8日  | ISBN 978-4-06-384824-3 | 2013年7月4日   | ISBN 978-986-332-231-3 |
| 12   | 2013年7月9日  | ISBN 978-4-06-384889-2 | 2013年9月14日  | ISBN 978-986-337-038-3 |
| 13   | 2013年11月8日 | ISBN 978-4-06-394956-8 | 2014年2月6日   | ISBN 978-986-337-760-3 |
| 14   | 2014年3月7日  | ISBN 978-4-06-395018-2 | 2014年6月12日  | ISBN 978-986-348-686-2 |